# 鶴丸站
鶴丸站（日语：／ Tsurumaru eki */?）位於鹿兒島縣姶良郡湧水町鶴丸，是九州旅客鐵道（JR九州）
吉都線上的車站。

## 車站構造
側式月台1面1線的地面車站。鐵路大致由西南側往東北側延伸，而月台是位於西北側上。
無人車站，沒有站房，但月台上有候車室。

## 車站周邊
與吉松站同為吉都線上唯二位於鹿兒島縣內的車站。
車站東北側離縣境分界線不到1公里，車站前有鶴丸溫泉。南北走向的國道268號位於車站西方約300公尺。

## 歷史
1912年（大正元年）10月1日由吉松站延伸至小林町站（現在的小林站），稱為宮崎線，當時並未設立鶴丸站。
之後宮崎線與豐洲本線連結，合併為日豐本線。都城 - 隼人新線通車後將原日豐本線都城 - 吉松分離出成為吉都線。
- 1958年（昭和33年）2月1日 - 設立，位於國鐵吉都線。
- 1987年（昭和62年）4月1日 - 國鐵分割民營化後成為九州旅客鐵道（JR九州）轄下的車站。

## 相鄰車站
九州旅客鐵道
吉都線
吉松－鶴丸－京町溫泉

## 相關項目
- 日本鐵路車站列表

## 外部連結
- JR九州－鶴丸車站（页面存档备份，存于）（日語）